# Kwietniewo
Kwietniewo (niem. Königlich Blumenau, 1931-1945 Königsblumenau) – wieś w Polsce położona w województwie warmińsko-mazurskim, w powiecie elbląskim, w gminie Rychliki
Miejscowość leży przy drodze wojewódzkiej nr 527.
W latach 1954–1961 wieś należała i była siedzibą władz gromady Kwietniewo, po jej zniesieniu w gromadzie Rychliki. W latach 1975–1998 miejscowość administracyjnie należała do województwa elbląskiego.
Miejscowość jest siedzibą parafii rzymskokatolickiej pod wezwaniem Podwyższenia Krzyża Świętego, należącej do dekanatu Dzierzgoń, diecezji elbląskiej. 

## Zabytki
- Kościół powstał w latach 1330-1350, posiada surową gotycką formę, szeroki szczyt schodkowy i barokową kruchtę zlokalizowaną od południa. Od zachodu wieża, dolna partia murowana, górna z 1701 drewniana, posiada pochyłe ściany zakończone izbicą. Wewnątrz rzeźbiony ołtarz barokowy oraz dwie płyty nagrobne z XVII wieku[5].